# UTC+0:20
UTC+0:20 — позначення для відмінних від UTC часових зон на + 20 хвилин. Іноді також вживається «часовий пояс UTC+0:20». Такий час існував у минулому в Нідерландах як стандартний час. Введено вперше 1 січня 1835 року (перший у світі уніфікований в межах однієї країни час), останнє використання — 15 травня 1940 року. Проте до 1937 року точний час у Нідерландах становив UTC+0:19:32,13, а 1 липня 1937 годинники було переведено на 28 секунд вперед для більшої відповідності системі часових поясів. Навесні 1940 року разом з уведенням літнього часу був змінений і стандартний час у Нідерландах, на середньоєвропейський (у зв'язку з німецькою окупацією). Після війни Нідерланди залишили середньоєвропейський час як стандартний.
Однак першою точний час UTC+0:20 використала Гана кількома місяцями раніше від Нідерландів. 1 вересня 1936 року там було введено літній час (+20 хвилин). Очевидно, метою цього була ліквідація наслідків максимального рівняння часу, коли схід та захід сонця найраніші у приекваторіальних територіях. Літній час скасовувався 30 грудня. Такі експерименти з часом у Гані проводилися щороку з 1936 по 1942 роки

## Використання
Зараз не використовується

## Історія використання
Час UTC+0:20 використовувався:

### Як стандартний час
- Нідерланди (1835 — 1940)

### Як літній час
- Гана (1936—1942)